# Адамсвилл (Алабама)
Адамсвилл (англ. Adamsville) — город в западной части округа  Джефферсон  в штате Алабама США. Он находится к северу от пригорода Бирмингема Плезант-Гров. Первоначально он был инкорпорирован в 1901 году (хотя перепись населения США 1910 года указала 1900 год), но был расформирован в 1915 году. Позднее он был реинкорпорирован в 1953 году. Согласно переписи 2010 года, в этом городе проживало 4522 человека, что ниже пикового значения в 4965 человек в 2000 году.

## Демография
| Год переписи                                  | Нас. |  | %±     |
| --------------------------------------------- | ---- |  | ------ |
| 1910                                          | 649  |  | —      |
| 1950                                          | 1531 |  | 135,9% |
| 1960                                          | 2095 |  | 36,8%  |
| 1970                                          | 2412 |  | 15,1%  |
| 1980                                          | 2498 |  | 3,6%   |
| 1990                                          | 4161 |  | 66,6%  |
| 2000                                          | 4965 |  | 19,3%  |
| 2010                                          | 4522 |  | −8,9%  |
| 2020                                          | 4366 |  | −3,4%  |
| 1910–2020 Десятилетние переписи населения США |      |  |        |

Адамсвилл впервые появился в переписи населения США 1910 года как инкорпорированный город. Он был расформирован в 1915 году и не появлялся в переписи снова до 1950 года, когда он был указан как неинкорпорированная деревня. Он был повторно инкорпорирован в 1953 году как город и появлялся в каждой последующей переписи до настоящего времени. В 1960-х годах он повысился со статуса тауна до статуса сити.